# Acacia constricta
Acacia constricta är en ärtväxtart som beskrevs av Asa Gray. Acacia constricta ingår i släktet akacior, och familjen ärtväxter. Inga underarter finns listade i Catalogue of Life.

## Bildgalleri

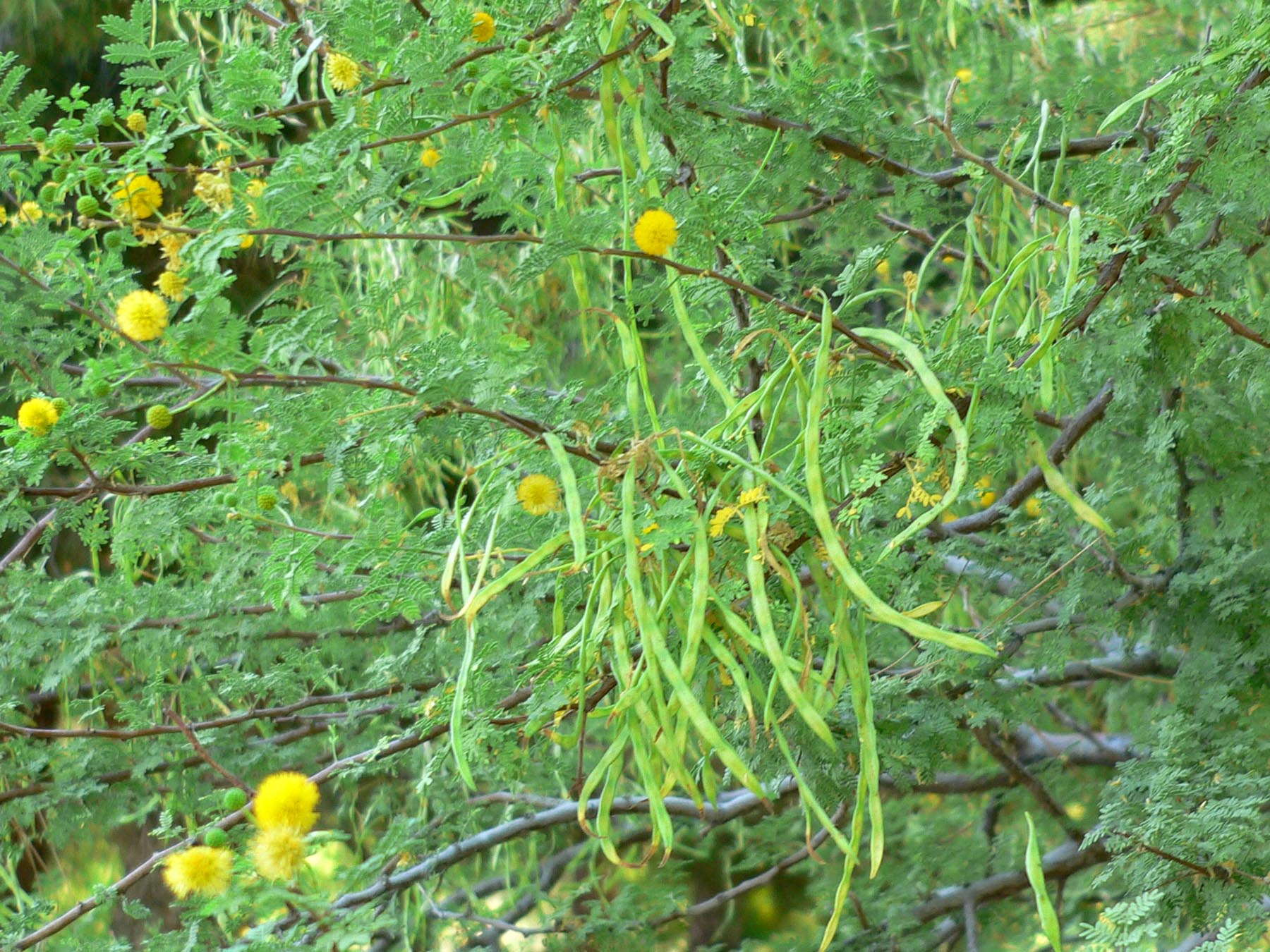
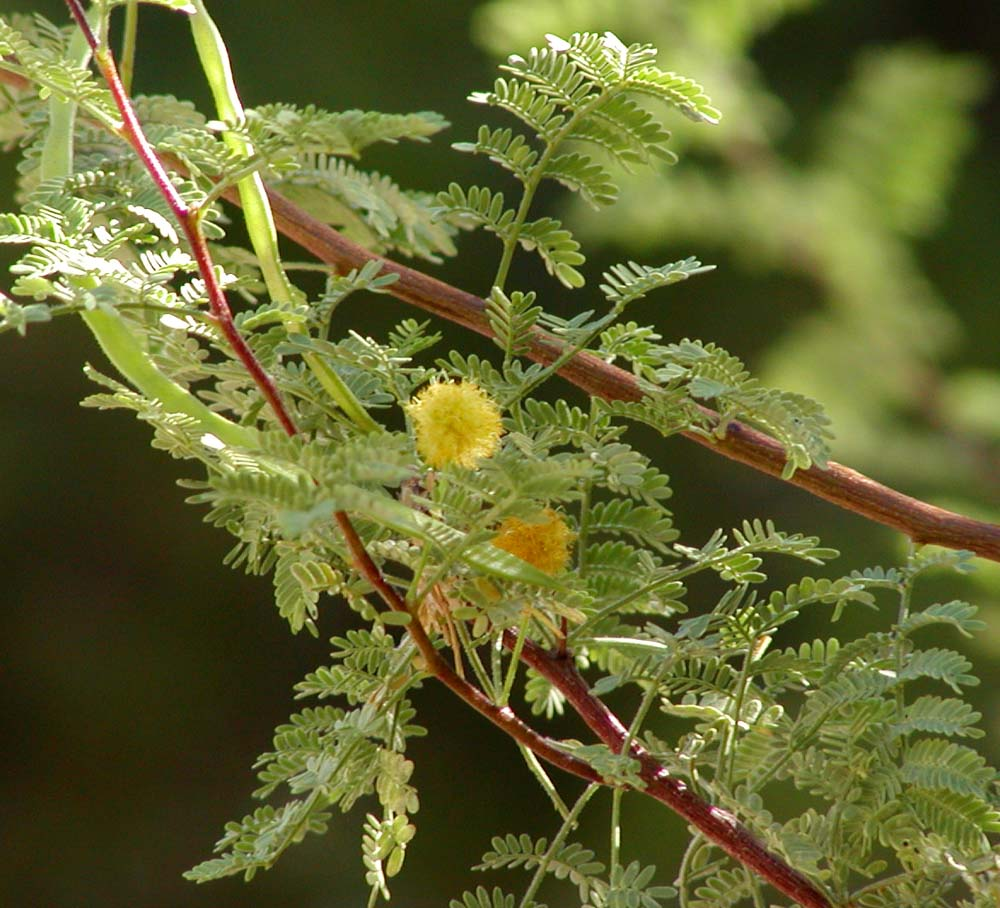
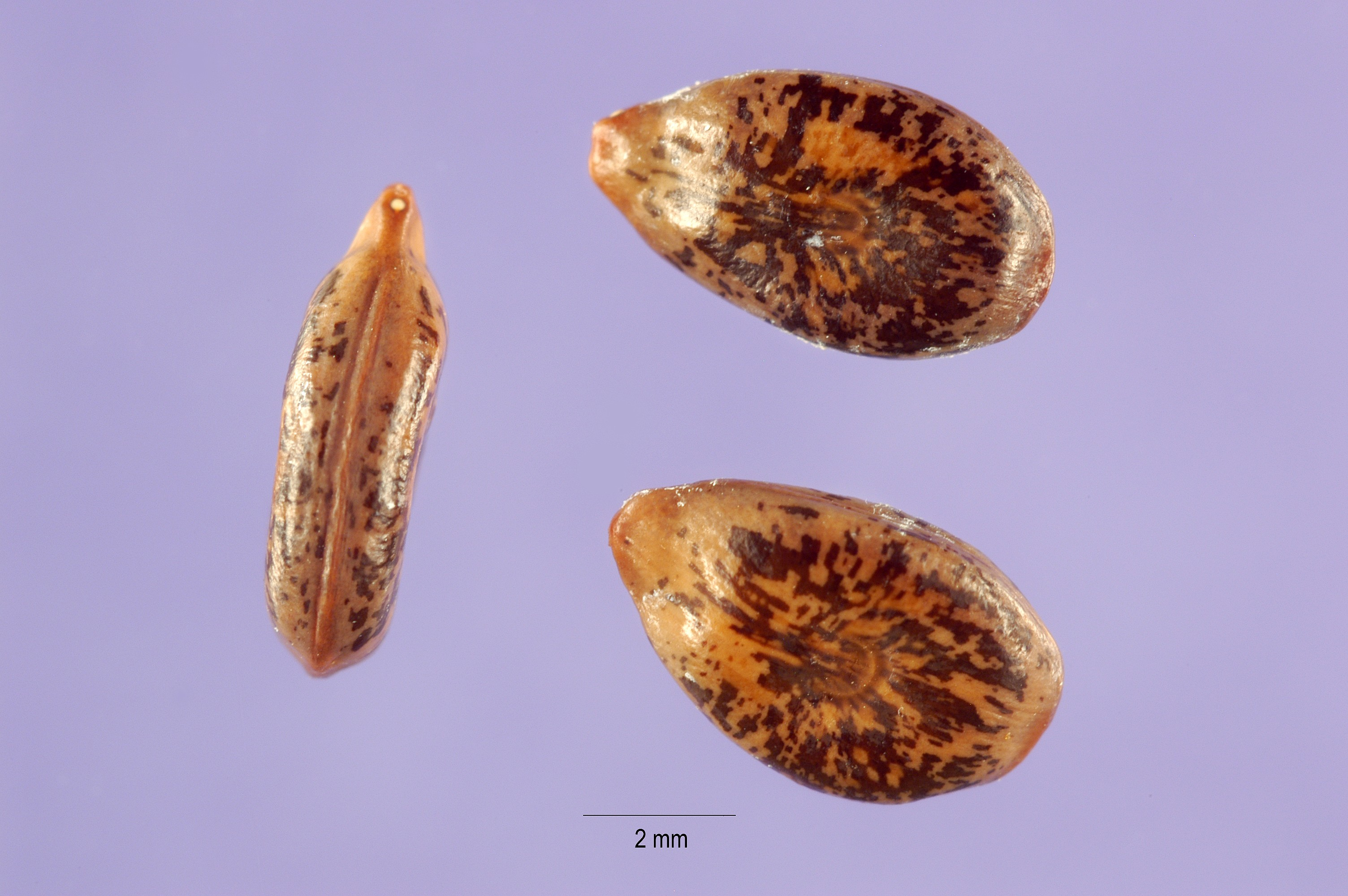
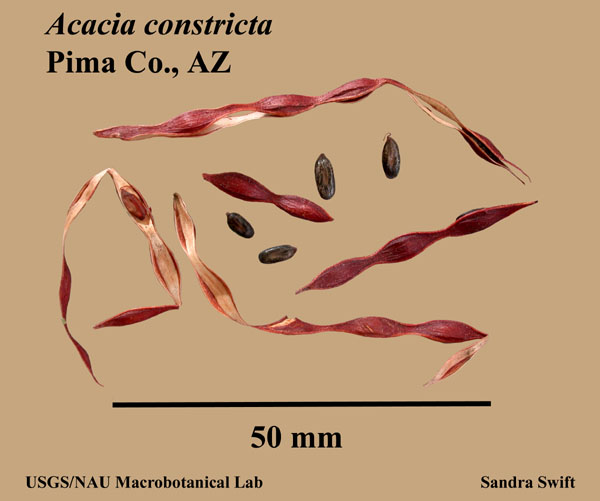